# María Luisa Herraiz Ballestero
María Luisa Herraiz Ballestero (ó Ballesteros) (Buenos Aires, 1912-?) fue una médica argentina pionera que luego de estudiar medicina en España debió retornar a Argentina a causa de la Guerra Civil Española. 

## Breve reseña
Obtuvo en la Facultad del Hospital de San Carlos el Premio extraordinario de Licenciatura en el curso 31/32 y en el Grado de Doctor en el curso siguiente, figurando desde 1932 como alumna interna.
La depuración franquista del profesorado adscrito a la Facultad de Medicina de Madrid fue particularmente intensa, siendo varios de sus miembros fusilados. Esto fue así tanto en la Facultad como en el Hospital, donde figuraba Herraiz Ballesteros desde 1935 como ayudante del Laboratorio de Higiene cuando fue cesada -en ausencia- el 30 de junio de 1939, junto con su hermano Leopoldo, también médico.
La doctora Herraiz Ballestero llegó a la Argentina en el buque Río Atuel habiendo embarcado en Nueva York.
Al revalidar su título de doctora en medicina en la Facultad de Ciencias Médicas, Farmacia y Ramos Menores de Rosario, Santa Fe, Argentina en el año 1937, pasó a formar parte del grupo de las primeras mujeres graduadas de médico en dicha universidad.
Algunas fuentes señalan que para 1978, había vuelto a Madrid a ejercer la medicina.